# Margarita Vasileva (biathlon)
Pour les articles homonymes, voir Vasileva.
Margarita Andreïevna Vasileva (en russe : Маргарита Андреевна Васильева), née le 5 juin 1991 à Novopavlovka, est une biathlète russe.

## Carrière
Sa première expérience internationale a lieu en 2010 à l'occasion des Championnats du monde jeunesse.
Aux Championnats du monde junior 2012, elle remporte la médaille de bronze sur le sprint.
Peu utilisée au niveau international jusqu'en 2017-2018, elle fait ses débuts en Coupe du monde en décembre 2018 à Pokljuka, marquant des points sur sa deuxième course (13e du sprint). En suite, elle monte sur son premier podium avec une victoire au relais d'Oberhof, avec deux autres novices.
En septembre 2019, elle est suspendue dix-huit mois par l'IBU pour avoir manqué trois contrôles antidopage

## Palmarès

### Coupe du monde
- Meilleur classement général : 38e en 2019.
- Meilleur résultat individuel : 13e
- 1 podium en relais : 1 victoire

Dernière mise à jour le 25 mars 2019

#### Différents classements en coupe du monde
| Année     | Classement général final | Sprint | Poursuite | Individuel | Mass start |
| 2018-2019 | 38e                      | 47e    | 35e       | 41e        | -          |

### Championnats du monde junior
- Médaille de bronze du sprint en 2012 à Osrblie.

### Championnats du monde de biathlon d'été
- Médaille d'or de relais mixte en 2018 à Nové Město.